# Saint-Ouen-la-Rouërie
Saint-Ouen-la-Rouërie è un comune francese di 805 abitanti situato nel dipartimento dell'Ille-et-Vilaine nella regione della Bretagna.

## Società

### Evoluzione demografica
Abitanti censiti